# Dajr Ajjub
Dajr Ajjub (arab. دير أيوب) – nieistniejąca już arabska wieś, która była położona w Dystrykcie Ramli w Mandacie Palestyny. Wieś została wyludniona i zniszczona podczas I wojny izraelsko-arabskiej, po ataku Hagany 15 maja 1948.

## Położenie
Dajr Ajjub leżała powyżej doliny Ajalon, w górach Judei w pobliżu Sza’ar ha-Gaj. Według danych z 1945 do wsi należały ziemie o powierzchni 6 028 ha. We wsi mieszkało wówczas 320 osób.
| Własność gruntów | Powierzchnia gruntów [ha] |
| ---------------- | ------------------------- |
| Arabowie         | 4 500                     |
| Żydzi            | 0                         |
| Publiczne        | 1 522                     |
| Razem            | 6 028                     |

| Rodzaj użytkowanych gruntów | Arabowie [ha] | Żydzi [ha] |
| --------------------------- | ------------- | ---------- |
| Uprawy oliwek               | 10            | 0          |
| Uprawy nawadniane           | 127           | 0          |
| Uprawy zbóż                 | 2 769         | 0          |
| Nieużytki                   | 3 106         | 0          |
| Zabudowane                  | 26            | 0          |

## Historia
Według lokalnej tradycji, w północno-zachodniej części wsi znajdował się grób proroka Ajjuba – biblijnego Hioba.
Przeprowadzony w 1596 spis powszechny wykazał, że we wsi Dajr Ajjub mieszkało wówczas 94 mieszkańców, którzy płacili podatki z uprawy pszenicy, jęczmienia, owoców, winnicy, oraz z hodowli kóz i pasieki. W okresie panowania Brytyjczyków Dajr Ajjub była niewielką wsią położoną na zboczu wzgórza. W 1947 założono szkołę dla chłopców, do której uczęszczało 51 uczniów.
Wieś była położona na wzgórzu górującym nad strategiczną drogą łączącą Jerozolimę z nadmorską równiną Szaron i portami na wybrzeżu Morza Śródziemnego. Od samego początku wojny domowej w Mandacie Palestyny na początku grudnia 1947, wieś była wykorzystywana przez arabskie siły Armii Świętej Wojny do atakowania żydowskich konwojów do Jerozolimy. Przeciwdziałając tym atakom, siły żydowskiej organizacji paramilitarnej Hagana zaatakowały wieś 21 grudnia. Podczas ataku zniszczone zostały trzy domy. 7 lutego 1948 do wsi wkroczył oddział brytyjskiej policji mandatowej, który rozebrał dwa domy, wykorzystywane przez arabską milicję. Na samym początku I wojny izraelsko-arabskiej, 15 maja do wsi wkroczyły siły Brygady Giwati. Wszyscy mieszkańcy zostali zmuszeni do opuszczenia swoich domów. Wieś została następnie zajęta przez jordański Legion Arabski i była obiektem kilku kolejnych żydowskich ataków. W ich trakcie wyburzono wszystkie domy. Po wojnie ruiny wioski znalazły się w strefie zdemilitaryzowanej, nadzorowanej przez siły międzynarodowe UNTSC.
Po wojnie sześciodniowej cały rejon wioski przeszedł pod izraelską kontrolę.

## Miejsce obecnie
Obecnie w miejscu tym znajduje się Park Narodowy Kanada, a grunty rolne użytkuje powstała w 1978 wieś Newe Szalom.
Palestyński historyk Walid Chalidi tak opisuje to miejsce: „Tereny wsi leżą we wschodniej części Parku Kanada, który został założony w 1978 roku z dotacji finansowych kanadyjskich Żydów. Powstał on na gruzach trzech innych wsi (Bajt Nuba, Imwas i Jalu), które zostały zniszczone przez izraelską armię krótko po zajęciu Zachodniego Brzegu w czerwcu 1967 roku ... Pozostałości domów wioski można odnaleźć na południowym zboczu wysokiego wzgórza. W południowo-wschodniej części wzgórza jest położony cmentarz. Na pozostałościach nagrobka można odczytać napis: Al-Hajj Muhammad Ulayyan Taha, zmarł 14 Muharram 1355 Hijra [w kalendarzu islamskim odpowiada to 6 kwietnia 1936 roku]”.